# Iteaphila maackii
Iteaphila maackii är en tvåvingeart som beskrevs av Friedrich Hermann Loew 1871. Iteaphila maackii ingår i släktet Iteaphila, ordningen tvåvingar, klassen egentliga insekter, fylumet leddjur och riket djur. Inga underarter finns listade i Catalogue of Life.